# Леонид Базан
Леонид Анатолиевич Базан (срещано и Бъзън), е украински и после български борец в свободен стил.
Състезава се предимно в категория 74 кг от 2013 г., борил се е в категория 66 кг до 2012 г. Има българско гражданство.

## Биография
Роден е в село Виноградовка (Бургуджи), Украйна на 11 юни 1985 г. Преселва се в Измаил през 1996 г., където тренира при заслужлия треньор на Украйна по свободна борба Микола / Никола(й) Стоянов.
С националния отбор на Украйна е 3-ти на световното първенство за младежи през 2005 г. и на Лятната универсиада през 2006 г., 4-ти в турнира за Световната купа през 2007 година.
Мести се в България през 2010 г. и започва да тренира в клуба по борба „Черноморски сокол“ във Варна, негов личен треньор е Симеон Щерев.
Става шампион на България още същата 2010 г. В следващите поредни години завоюва за България 3 медала на европейски първенства. Представя България на Летните олимпийски игри в Лондон през 2012 г. в категория 66 кг. Състезава се за България в турнира за Световната купа през 2012 година и в световните първенства през 2011 и 2014 г.
Има значителн постижения в своята спортна кариера, като печели:
- 1-во място на турнира „Дан Колов – Никола Петров“ (2011, 2012);
- 2-ро място на европейските шампионати в Дортмунд, Германия (2011) и в Белград, Сърбия (2012), турнира „Степан Саргисян“ (70 кг) в Армения (2014);
- 3-то място на Киевския международен турнир по свободна борба (2011), турнира „Светлините на Москва“ (2012), турнира „Дан Колов – Никола Петров“ (2012, 2013), европейския шампионат в Тбилиси, Грузия (2013), открития шампионат на Монголия (2014).